# Periphyllus steveni
Periphyllus steveni är en insektsart. Periphyllus steveni ingår i släktet Periphyllus och familjen långrörsbladlöss. Inga underarter finns listade i Catalogue of Life.